# Francisco Vázquez Gómez
Francisco Martín Vázquez Gómez (Rancho El Carmen, Tula, Tamaulipas, 4 de octubre de 1860- Ciudad de México, 16 de agosto de 1933) fue un médico y político mexicano.
En 1909 se creó el Club Central Antirreeleccionista, dirigido por Francisco I. Madero, quien simultáneamente escribió el libro La sucesión presidencial en 1910. En este club participaron Francisco y Emilio Vázquez Gómez, Filomeno Mata, Luis Cabrera y José Vasconcelos, entre otros, teniendo como principio el lema de «Sufragio Efectivo No Reelección». Realizaban varias giras de propaganda por toda la República, fortaleciendo el antirreeleccionismo. Desde los inicios de 1910, los clubes antirreeleccionistas se extendieron por todo el país y cobraban cada vez más fuerza, siendo Madero el que aparecía como el principal líder de los antirreeleccionistas. Otros líderes eran Toribio Esquivel Obregón y Fernando Iglesias Calderón, pero la mayoría apoyaba a Madero para la presidencia de la República en las elecciones de 1910. Como posibles candidatos para la vicepresidencia, este grupo proponía a Toribio Esquivel Obregón, José María Pino Suárez o Francisco Vázquez Gómez. Este último con débil mayoría, fue el candidato antirreeleccionista.

## Biografía
Fue hijo de Ignacio Vázquez y de Sanjuana Gómez y, a su vez, hermano del licenciado Emilio Vázquez Gómez. En Tula estudió la escuela primaria. En 1876 fue gendarme nocturno en la citada ciudad, en 1880 fue designado escribiente del Juzgado Mixto de Primera Instancia. En marzo del mismo año, se mudó a Saltillo, inscribiéndose en el Ateneo Fuente, en preparatoria, radicándose después en la Ciudad de México e ingresó a la Escuela Nacional de Medicina en enero de 1884, donde después fue profesor.
En el mes de mayo de 1885 el señor Gral. Porfirio Díaz le concedió una beca por treinta pesos mensuales, recibiendo su título de doctor en medicina el 16 de marzo de 1889, contrayendo matrimonio con la señorita Guadalupe Norma el 6 de septiembre de 1890. Ejerció su profesión en Xalapa, hizo estudios de postgrado en Europa y fue médico personal del presidente Porfirio Díaz. En 1908 criticó al positivismo en la Escuela Nacional Preparatoria, —de la cual era maestro— objetando el programa de estudios.
Fue candidato a la vicepresidencia de la República en los comienzos de 1910 en la planilla de Francisco I. Madero. Al iniciarse la Revolución salió del país rumbo a Estados Unidos; al convenirse la paz en Ciudad Juárez, entró al gabinete como secretario de Relaciones Exteriores y en el gobierno de Francisco León de la Barra se le designó titular de Educación Pública. 
Rompió con Francisco I. Madero cuando este se separó del Partido Nacional Antirreeleccionista para formar el Partido Constitucional Progresista. Fue candidato a la vicepresidencia de la República durante las elecciones extraordinarias de México de 1911 por el Partido Popular Evolucionista. En las elecciones de 1912 ya no figuró como candidato a la vicepresidencia. Debido al fracaso del Plan de Tacubaya estuvo en exilio. Años más tarde regresó a la Ciudad de México donde falleció, el 16 de agosto de 1933, en la calle del Eliseo. Publicó sus Memorias políticas en 1933.